# Liten kärleksört
Liten kärleksört (Hylotelephium cauticola) är en fetbladsväxtart som först beskrevs av Praeger, och fick sitt nu gällande namn av Hideaki Ohba. Enligt Catalogue of Life ingår Liten kärleksört i släktet kärleksörter och familjen fetbladsväxter, men enligt Dyntaxa är tillhörigheten istället släktet kärleksörter och familjen fetbladsväxter. Arten förekommer tillfälligt i Sverige, men reproducerar sig inte. Inga underarter finns listade i Catalogue of Life.

## Bildgalleri

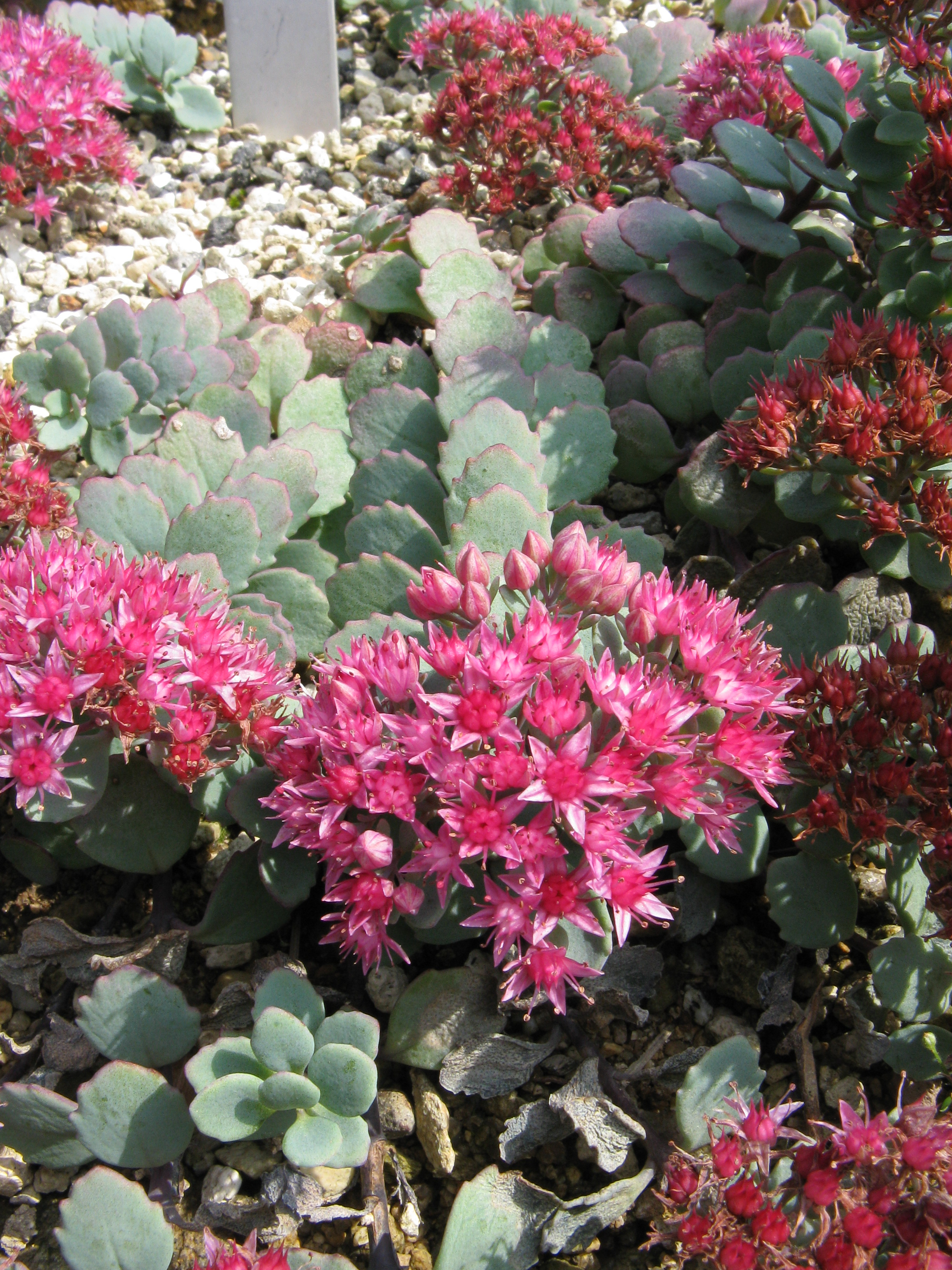
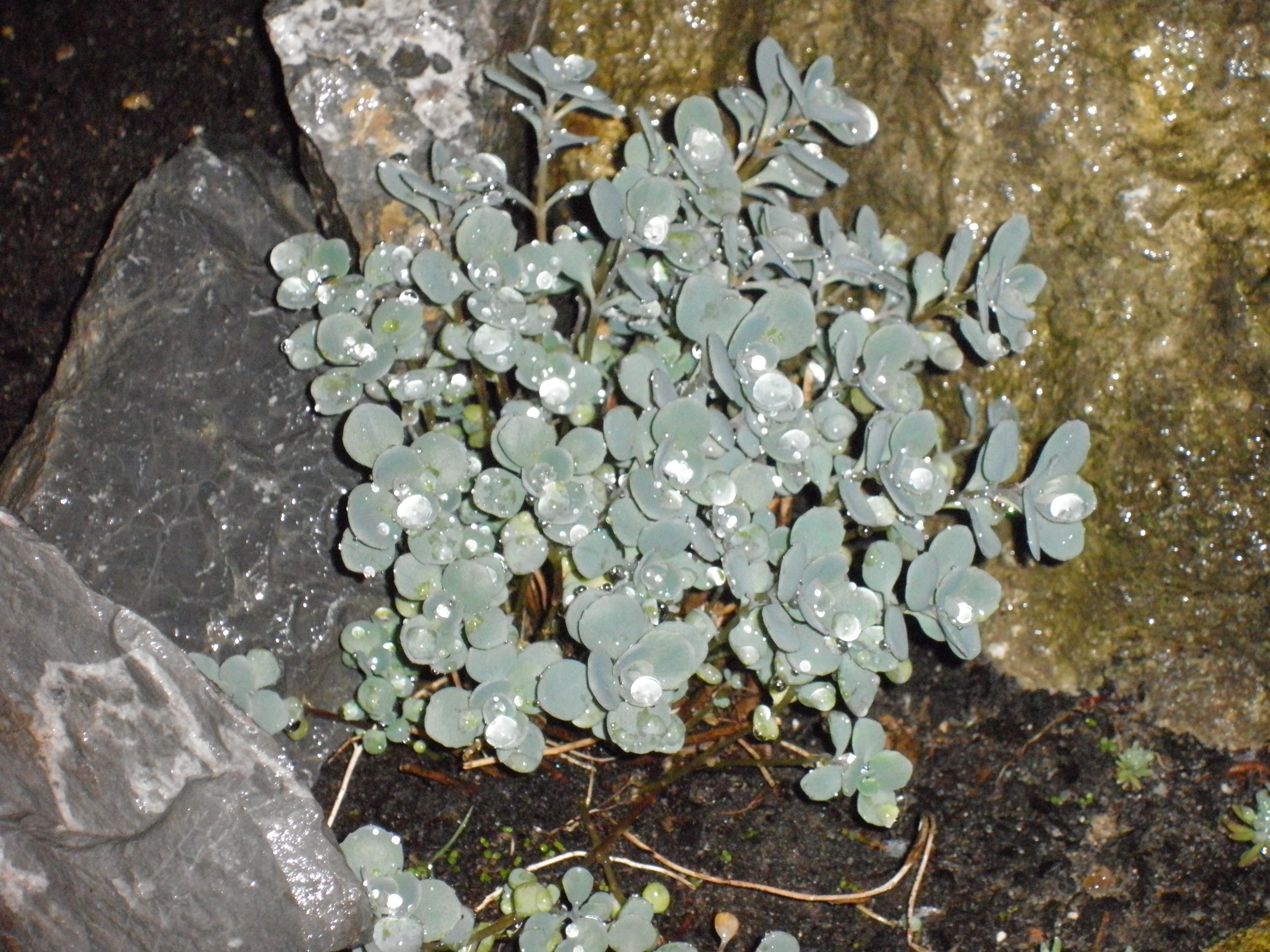
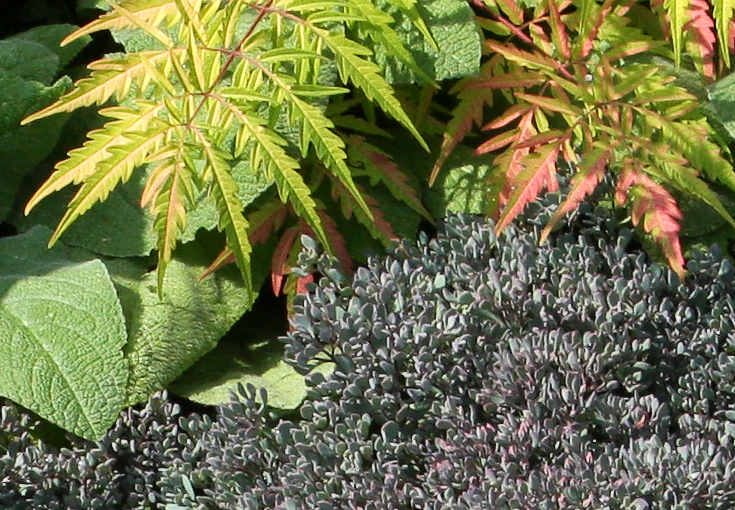
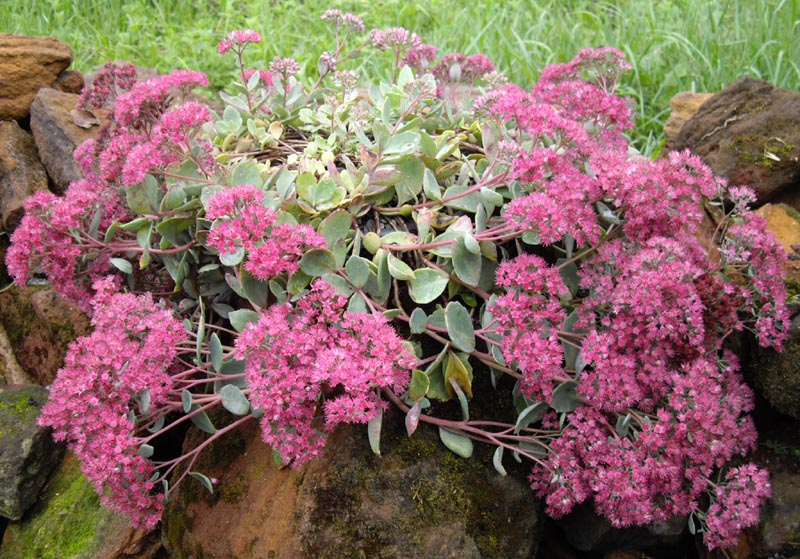
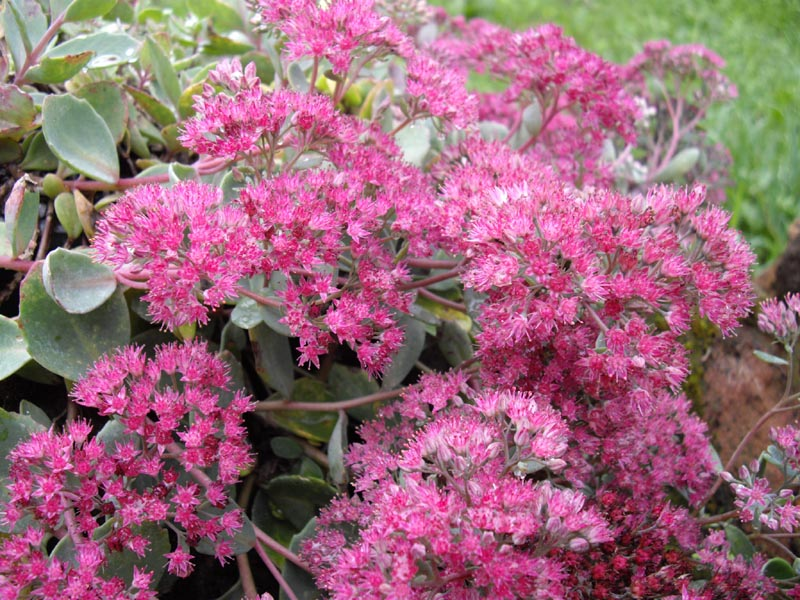
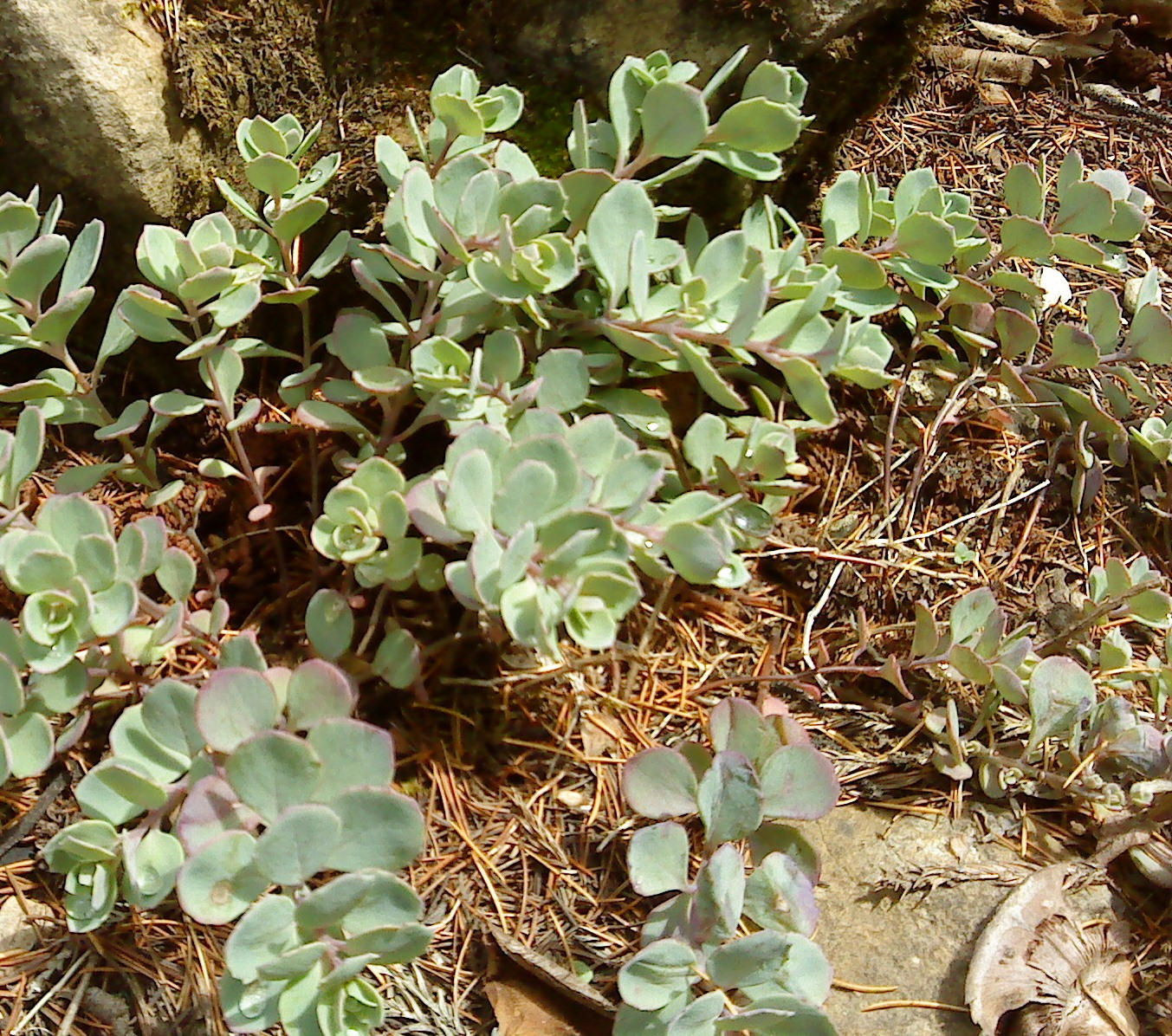